# عزلة العمارية (ملحان المحويت)
عزلة العمارية هي إحدى عزل مديرية ملحان في محافظة المحويت اليمنية ويبلغ تعداد سكانها 1303 نسمة حسب التعداد السكاني في اليمن لعام 2004.